# Благодаровка
Благода́ровка (рос. Благодаровка) — село у складі Бугурусланського району Оренбурзької області, Росія.

## Населення
Населення — 729 осіб (2010; 711 у 2002).
Національний склад (станом на 2002 рік):
- росіяни — 70 %